# Polisportiva Vis Pesaro 1942-1943
Questa voce raccoglie le informazioni riguardanti la Polisportiva Vis Pesaro nelle competizioni ufficiali della stagione 1942-1943.

## Rosa
| N. |                   | Ruolo | Calciatore        |
| -- | ----------------- | ----- | ----------------- |
|    | Italia (bandiera) | C     | C. Battisti       |
|    | Italia (bandiera) | A     | Calveri           |
|    | Italia (bandiera) | D     | Tolimino Casadio  |
|    | Italia (bandiera) | P     | Alberto Copponi   |
|    | Italia (bandiera) | C     | Giordano Corsi    |
|    | Italia (bandiera) | D     | Silvio Di Giorgio |

| N. |                   | Ruolo | Calciatore    |
| -- | ----------------- | ----- | ------------- |
|    | Italia (bandiera) | D     | Agide Fava    |
|    | Italia (bandiera) | D     | Ettore Ferri  |
|    | Italia (bandiera) | C     | Garavaglia    |
|    | Italia (bandiera) | C     | Enzo Giordano |
|    | Italia (bandiera) | A     | Ezio Pepe     |
|    | Italia (bandiera) | C     | Pantani       |